# Harvey Goldstein
Harvey Goldstein (* 30. Oktober 1939 in London; † 9. April 2020) war ein britischer Statistiker der University of Bristol. Er forschte auf dem Gebiet der sozial- und erziehungswissenschaftlichen Statistik und war vor allem bekannt für seine Arbeit zum Thema Mehrebenenanalyse und die Entwicklung des Programms MLwiN (zusammen mit Jon Rasbash).
Goldstein nahm aktiv an der öffentlichen Debatte um Auswege aus der Klimakrise teil; so unterzeichnete er im Oktober 2018 einen offenen Brief, in dem der britischen Regierung ein Versagen im Klimaschutz vorgeworfen wird, die Extinction Rebellion – eine zu zivilem Ungehorsam in der Klimafrage aufrufende Graswurzelbewegung – unterstützt und eine Dekarbonisierung der Wirtschaft gefordert wird. Seit 1996 war er Mitglied der British Academy. Die Open University verlieh ihm 2001 die Ehrendoktorwürde.
Goldstein starb 2020 im Alter von 80 Jahren während der COVID-19-Pandemie an den Folgen einer SARS-CoV-2-Infektion.